# S5 (Georgië)
De S5 (Georgisch: საერთაშორისო მნიშვნელობის გზა ს5, Saertashoriso mnishvnelobis gza S5, weg van internationaal belang S5), ook bekend als 'Tbilisi - Bakoertsiche - Lagodechi (grens van de Republiek Azerbeidzjan)' en Kacheti Highway, is een 160 kilometer lange hoofdroute binnen het Georgische wegennet. De S5 verbindt de belangrijke wijnregio Kacheti met de rest van het land en geldt als secundaire route naar Azerbeidzjan.

## Route
De S5 "Kacheti Highway" begint in Tbilisi als ongelijkvloerse stadsautoweg en heeft tot aan de luchthaven drie rijstroken per richting en parallelbanen. De weg gaat in oostelijke richting via Sagaredzjo naar de grensovergang met Azerbeidzjan bij Lagodechi. Na de Georgisch-Azerbeidzjaanse grens gaat de weg verder als M5 naar Zaqatala en Yevlach. De weg ligt voor het grootste deel in de regio Kacheti en passeert na Tbilisi voor een klein deel de regio Kvemo Kartli. Aan de rand van Tbilisi kruist de S5 met een klaverbladknooppunt de S9, de oostelijke rondweg van de hoofdstad.
Sinds 2024 is het gedeelte vanaf de S9 Tbilisi Bypass over een lengte van 35 kilometer tot voorbij de stad Sagaredzjo opgewaardeerd tot autosnelweg. De rest van de S5 is een tweebaansautoweg die door bebouwde kernen gaat. De weg kruist de Iori en de Alazani, de twee belangrijkste rivieren van Oost-Georgië . Een groot deel van de weg ligt rond de 450-600 meter boven zeeniveau en in de Alazani-vallei wordt het laagste punt van 200 meter boven zeeniveau bereikt, terwijl het hoogste punt van 840 meter in de buurt van Sagaredzjo ligt. In het oosten wordt het Gomborigebergte gepasseerd.

## Foto's

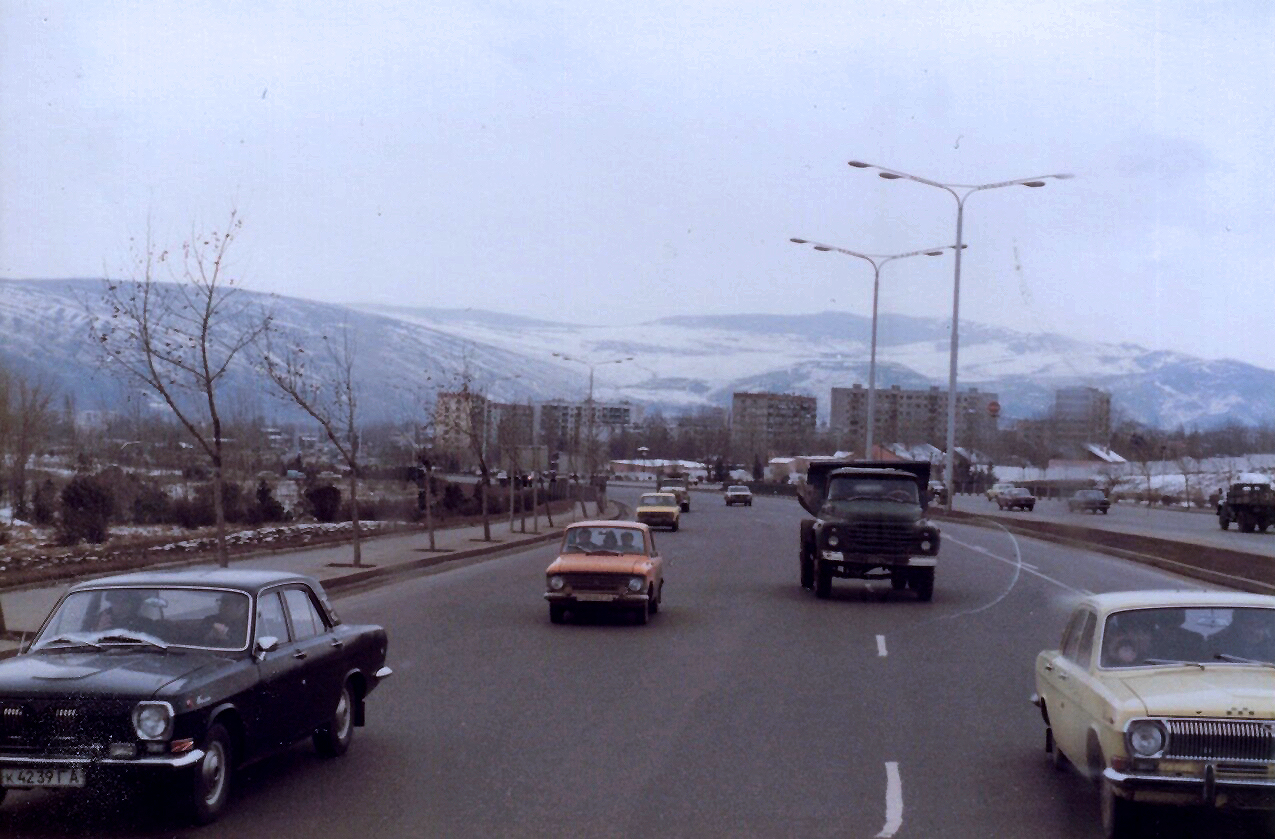
In Tbilisi (1982)
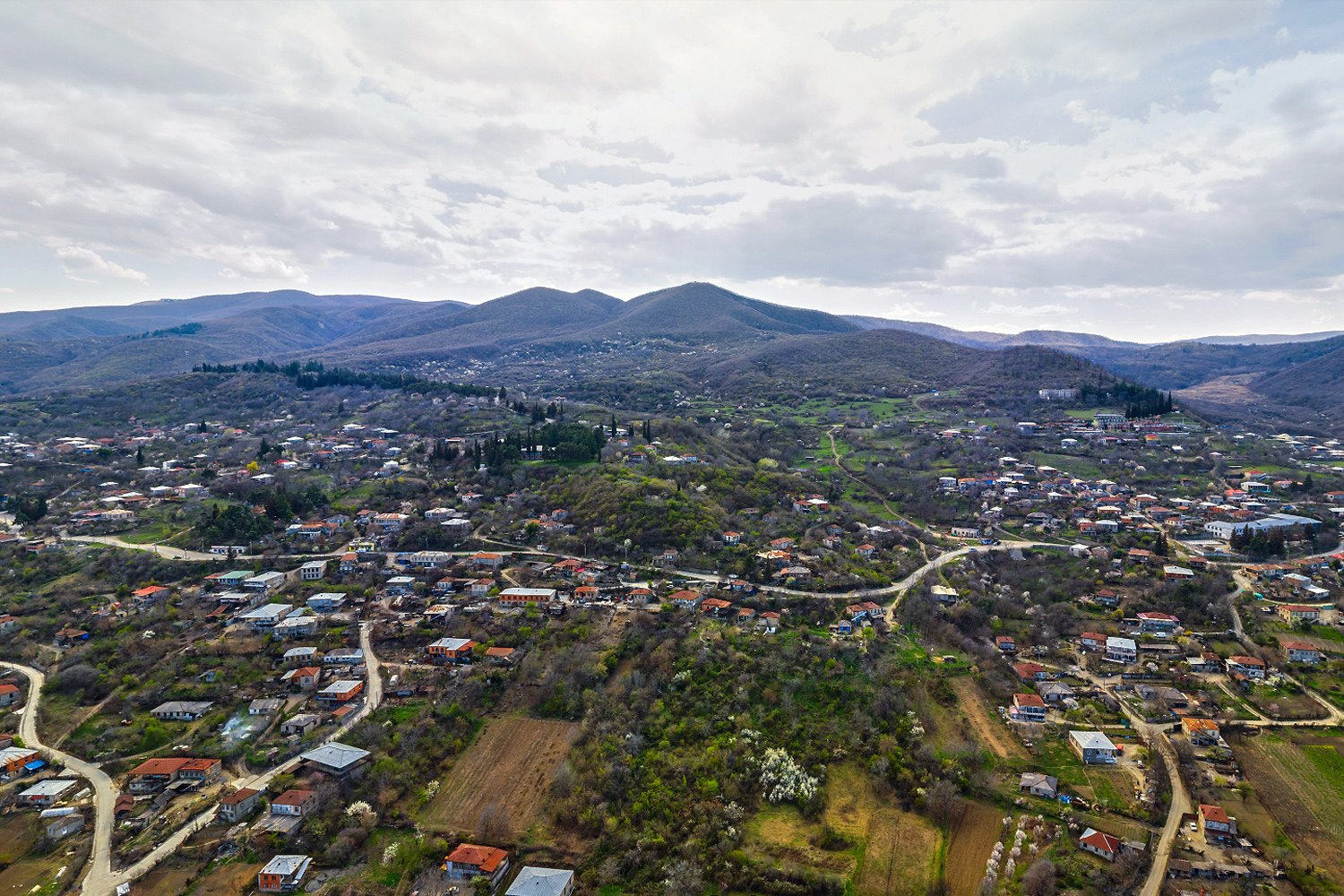
Door dorpen in de Alazani-vallei
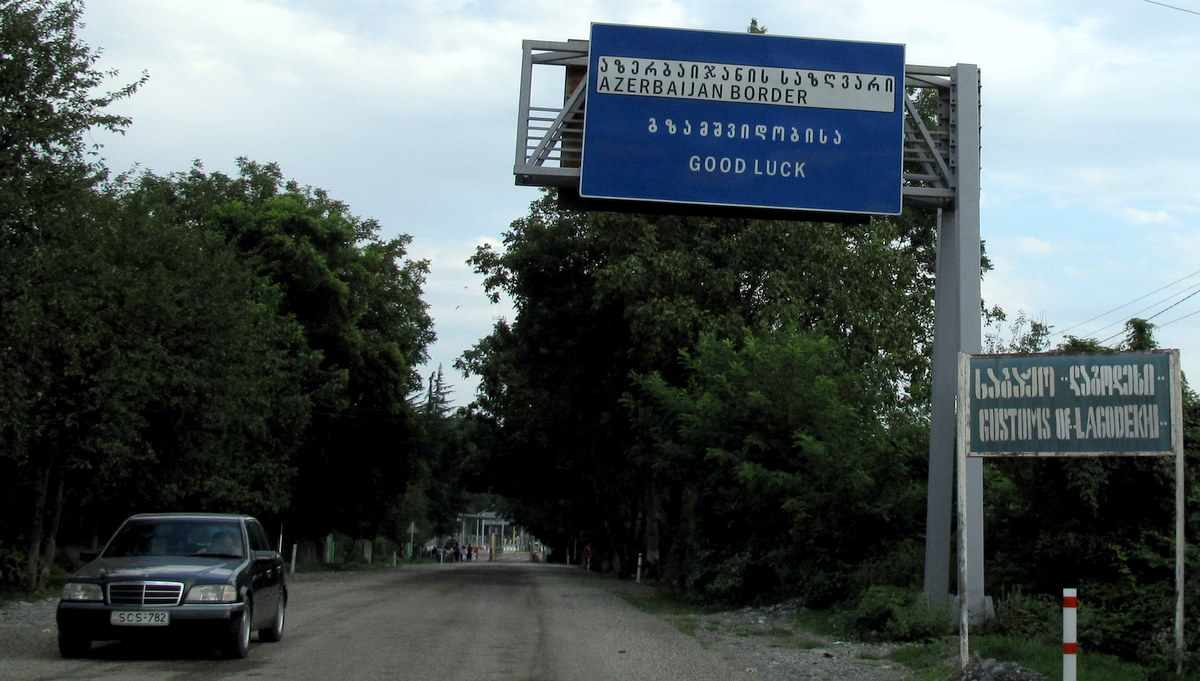
Azerbeidzjaanse grens

## Achtergrond
De zogeheten "Kacheti Highway" bestaat sinds het interbellum als "eerste klas" hoofdroute, waarbij het gedeelte in Tbilisi tot aan het vliegveld rond de jaren 1970 meerstrooks werd aangelegd.
De S5 was vanaf het begin van de jaren 1980 genummerd als nationale Sovjet-route A-302 "Tbilisi - Lagodechi via Bakoertsiche". De laatste kilometers vanaf Lagodechi naar de Azerbeidzjaanse grens waren onderdeel van de A-315 "Karamaryam - Lagodechi, door Ismailly". Vóór 1982 had de route geen wegnummer, zoals het geval was met de meeste hoofdwegen in de Sovjet-Unie.
In 1996 werd het moderne Georgische wegnummeringssysteem geïntroduceerd en werd de A-302 omgenummerd in de S5 "Tbilisi - Bakoertsiche - Lagodechi (grens van de Republiek Azerbeidzjan)", inclusief het stuk van de A-315 van Lagodechi tot de Azerbeidzjaanse grens.

## Uitbouw naar autosnelweg
In 2021 werden ontwerpstudies afgerond, waarna in 2022 begonnen werd met de uitbouw naar autosnelweg van het 35 kilometer lange segment tussen de S9 Tbilisi Bypass en Sagaredzjo. Het project werd in drie secties verdeeld en werd gefinancierd door de staat. In oktober 2024 werd het gehele traject opgeleverd.
Daarnaast werd in 2022 aangekondigd dat het aansluitende traject Sagaredzjo - Badiaoeri van 17 kilometer ook uitgebouwd wordt naar autosnelweg. Hiervoor werd financiering van de Wereldbank toegezegd.
Om de dorpen in de Alazani-vallei te ontlasten werd een 17 kilometer lange bypass van twee rijstroken gebouwd tussen Bakoertsiche en Tsnori, dat in augustus 2024 opgeleverd werd. Dit project werd gefinancierd door de Asian Development Bank.
| Project uitbouw Tbilisi - Sagaredzjo - Badiauri                          | Project uitbouw Tbilisi - Sagaredzjo - Badiauri | Project uitbouw Tbilisi - Sagaredzjo - Badiauri | Project uitbouw Tbilisi - Sagaredzjo - Badiauri | Project uitbouw Tbilisi - Sagaredzjo - Badiauri | Project uitbouw Tbilisi - Sagaredzjo - Badiauri | Project uitbouw Tbilisi - Sagaredzjo - Badiauri | Project uitbouw Tbilisi - Sagaredzjo - Badiauri      |
| Sectie                                                                   | Van-tot                                         | Lengte                                          | Financiering                                    | Constructeur                                    | Begin bouw                                      | Geopend                                         | Opmerkingen                                          |
| ------------------------------------------------------------------------ | ----------------------------------------------- | ----------------------------------------------- | ----------------------------------------------- | ----------------------------------------------- | ----------------------------------------------- | ----------------------------------------------- | ---------------------------------------------------- |
| 3                                                                        | Tbilisi Bypass - Vaziani                        | 4,0 km                                          | $150m Staatskas                                 | New Road Ltd (GE)                               | April 2022                                      | Dec 2023                                        |                                                      |
| 1                                                                        | Vaziani - Sagaredzjo                            | 23,8 km                                         | $150m Staatskas                                 | China Road and Bridge Corporation (CN)          | April 2022                                      | Okt 2024                                        |                                                      |
| 2                                                                        | Sagaredzjo                                      | 7,7 km                                          | $150m Staatskas                                 | Göçay İnşaat Taahhüt ve Ticaret (TK)            | April 2022                                      | Okt 2024                                        |                                                      |
| 4                                                                        | Sagaredzjo - Badjaoeri                          | 17,0 km                                         | €97,7m Wereldbank                               | Göçay İnşaat Taahhüt ve Ticaret (TK)            |                                                 |                                                 |                                                      |
|                                                                          |                                                 |                                                 |                                                 |                                                 |                                                 |                                                 |                                                      |
|                                                                          | Bakoertsiche - Tsnori                           | 16,6 km                                         | €29m Asian Development Bank                     | China Road and Bridge Corporation (CN)          | Q1 2022                                         | Aug 2024                                        | Budget onderdeel van Batoemi Bypass project krediet. |
| Bron afstanden secties 1 en 2: Legislative Herald of Georgia ■ In aanleg |                                                 |                                                 |                                                 |                                                 |                                                 |                                                 |                                                      |